# Justicia costaricana
Justicia costaricana är en akantusväxtart som beskrevs av Emery Clarence Leonard. Justicia costaricana ingår i släktet Justicia och familjen akantusväxter. Inga underarter finns listade i Catalogue of Life.